# KylieFever2002
KylieFever2002 (também conhecida como Fever Tour 2002) foi a sétima turnê da cantora australiana Kylie Minogue, em apoio ao seu oitavo álbum de estúdio, Fever (2001), e teve concertos na Europa e Austrália. Começou em 26 de abril de 2002 em Cardiff, País de Gales, na Cardiff International Arena, e terminou em 16 de agosto de 2002 em Melbourne, Austrália, na Rod Laver Arena. Depois do grande sucesso do álbum Fever a nível mundial, uma turnê foi anunciada para promover o disco em vários países. Apesar do sucesso recente da cantora nos Estados Unidos, a região não recebeu shows da turnê, pois Minogue disse não saber o que os americanos pensariam dos seus concertos.
O concerto foi dividido em oito blocos, sendo eles Silvanemesis, Droogie Nights, The Crying Game, Street Style, Sex in Venice, Cybertronica, Voodoo Inferno e um bis. Os figurinos de Minogue foram desenhados pelos estilistas italianos Dolce & Gabbana, enquanto as roupas dos dançarinos foram desenhadas pela marca de lingeries Agent Provocateur. A turnê, avaliada em quatro milhões de libras esterlinas, contou com cinco telões no palco e uma equipe de cem pessoas, além de ter sido patrocinada pelas marcas Vodafone, Evian e Ford. O repertório consistia primariamente nas canções de Fever, além dos maiores sucessos de Minogue.
A turnê foi bem avaliada pelos críticos, que a descreveram como "fenomenalmente encenada", além de "atrevida e desafiadora". Comercialmente, a excursão também foi bem sucedida, com datas sendo adicionadas na Europa devido à demanda, e os concertos na Austrália se esgotando em trinta minutos. Um dos shows em Manchester, Reino Unido, foi transmitido ao vivo para todo o mundo por meio da versão britânica do MSN. Posteriormente, o concerto foi transmitido na televisão britânica e lançado em DVD, intitulado KylieFever2002: Live in Manchester, contendo o concerto em seu inteiro teor, além de um documentário de meia hora e projeções de algumas performances.

## Antecedentes e desenvolvimento
Em outubro de 2001, Minogue lançou seu oitavo álbum de estúdio, intitulado Fever. Seu primeiro single, "Can't Get You Out of My Head", foi um sucesso mundial, atingindo um pico no topo das paradas em 40 países, tornando-se o single mais vendido de Minogue até à data. O álbum em si também foi bem sucedido, atingindo o primeiro lugar em vários países, como Austrália e Reino Unido, enquanto em território americano alcançou o terceiro lugar, sendo o primeiro disco da artista a ser lançado no país desde o seu segundo álbum de estúdio, Enjoy Yourself (1989). Minogue anunciou uma turnê logo após o lançamento do álbum para promovê-lo, com datas anunciadas primeiramente na Europa. Depois que a turnê começou, foi anunciado que o concerto seria levado para a Austrália apesar de notícias anteriores declarando que a cantora não voltaria para a região até o ano seguinte, com datas limitadas em Melbourne e Sydney. Apesar do sucesso de Fever nos Estados Unidos, Minogue disse que não sabia o que os americanos pensariam dos shows, e acabou não levando a turnê para o território.
O custo total da turnê chegou a quatro milhões de libras esterlinas. Pela primeira vez, os figurinos para os concertos foram desenhados exclusivamente para a cantora pelos estilistas italianos Dolce & Gabbana, enquanto as roupas dos dançarinos foram desenhadas pela marca de lingeries Agent Provocateur. A excursão contou com cinco telões no palco e uma equipe de cem pessoas. Para a turnê, Minogue vinculou-se à marca de água mineral Evian. A gerente da marca, Anne Ollivier, comentou: "A ligação com Kylie é muito empolgante e mantém o público-alvo da Evian de 15 a 34 anos", enquanto a artista acrescentou: "é um cronograma exaustivo e 'combustível' é vital. Eu bebo dois litros de Evian todos os dias para manter meu sistema hidratado". Duzentas mil garrafas levando o nome "Kylie" de 50cl foram produzidas para serem distribuídas nos concertos do Reino Unido. Além da Evian, a operadora de telefones Vodafone também tornou-se patrocinadora da excursão, lançando uma promoção para distribuir ingressos para os shows. A fabricante de automóveis Ford também patrocinou a turnê para promover o lançamento de seu carro StreetKa.

## Sinopse do concerto
O concerto foi dividido em oito blocos, sendo eles Silvanemesis, Droogie Nights, The Crying Game, Street Style, Sex in Venice, Cybertronica, Voodoo Inferno e um bis. Ele começava com uma introdução de "The Sound of Music", e logo após Minogue emergia envolta em uma roupa metálica apelidada de "Kyborg", juntamente com um pelotão de cybermen com capacetes cromados. A roupa se descascava para revelar a cantora em um sutiã e mini-saia pratas com botas combinando, e começava a cantar "Come into My World", seguida por uma versão remixada de "Shocked" com seis dançarinos. Ela então recebia o público e cantava "Love at First Sight", e logo após segue para a faixa-título "Fever", que era apresentada com dançarinos em cima de camas, e acabava por encerrar o segmento. O segundo ato começava com um interlúdio de "Ode to Joy" de Beethoven. Isso então leva a um novo remix de "Spinning Around", onde os dançarinos vestiam roupas inspiradas nos personagens de A Clockwork Orange, com Minogue usando um chapéu-coco preto, macacão branco e botas de montaria, enquanto cantava em frente a um K inflável.
O terceiro bloco The Crying Game começava com um interlúdio com dançarinos ao som de "Where Is the Feeling?" antes da tela esquerda subir para revelar Minogue em um vestido de gala preto, cantando "The Crying Game", de Dave Berry. Seguia-se então um medley de suas próprias músicas "Put Yourself in My Place" e "Finer Feelings" antes de voltar para "The Crying Game" e encerrar o ato, completo com pétalas de rosa caindo do teto. O próximo segmento iniciava-se com um interlúdio de "GBI (German Bold Italic)". Um dançarino aparecia e fingia desenhar grafite em uma tela, e Minogue entrava vestida como uma policial e cantava "Confide in Me", enquanto perseguia o dançarino pelo palco, com as frases "Lost? Jealous? Anxious? Desperate?" e "Call now for acceptance and satisfaction" aparecendo nos telões em vermelho neon, de forma rápida e semi-subliminar. Ela então cantava "Cowboy Style", enquanto revelava uma blusa escrito "Slim Lady", e terminava o ato cantando "Kids" com suas vocalistas de apoio.
O quinto ato começava com "On a Night Like This", onde ela e os dançarinos estão vestidos com espartilhos, com o cenário decorado com lustres e os telões mostrando um pôr-do-sol. Depois disso, ela cantava uma versão trip hop de "The Loco-Motion" em que os dançarinos masculinos usavam meias arrastão e saltos altos, e logo após executava "In Your Eyes", que se transformava em um medley em estilo latino após o refrão, contendo "Please Stay" e "Rhythm of the Night". Ela então terminava o ato com uma reprise de "In Your Eyes". O próximo segmento iniciava-se com um interlúdio de sapateado, seguido por "Limbo". Um medley de "Light Years" e "I Feel Love" de Donna Summer era apresentado, sucedido por uma versão deep house de "I Should Be So Lucky". Voodoo Inferno era a seção final antes do bis, começando com um interlúdio de percussão, antes de revelar Minogue subindo acima do palco usando um vestido vermelho enorme cantando "Burning Up", revelando 12 dançarinos embaixo, mais tarde, na canção. Ela então fechava o corpo principal do concerto com "Better the Devil You Know". Para o bis, Minogue reaparecia para cantar "Can't Get You Out of My Head" sozinha no palco, com a letra da canção aparecendo nos telões.

## Análise da crítica
Peter Robinson da revista NME chamou o concerto de "fenomenalmente encenado, executado com perfeição e repleto de referências da cultura pop", também classificando o repertório como "calorosamente familiar e aventuroso de tirar o fôlego". Chris Heath do website Dotmusic comentou que "Kylie está definitivamente com vontade de entreter [...] E, tendo revertido para o que ela faz melhor musicalmente, não deve surpreender que Kylie coloque o fator camp à exaustão. Há muitas acrobacias que decodificam a gravidade, com modelos com ambiguidade de gêneros e pouca roupa caindo do teto". O revisor notou semelhanças com a turnê Drowned World Tour de Madonna, além de dizer que "as músicas antigas podem ter seu fator de novidade", mas são as mais recentes que "roubam o show". Tom Bourton da BBC News diz que "a última turnê de Kylie mostra a qualquer aspirante o que procurar com uma extravagância cheia de energia de cantigas, deslumbramento e discoteca", comentando que "no geral, o concerto foi mais um show do que um concerto, embora a atmosfera familiar possa incomodar os fãs que querem dançar a noite toda". Lynsey Hanley do The Daily Telegraph, após assistir ao concerto, disse que "Kylie, a autoproclamada princesa do pop enquanto a rainha era Madonna, assumira o trono".
Enquanto isso, Alexis Petridis do The Guardian comentou que era "um espetáculo liso, coreografado e altamente divertido". O Birmingham Evening Mail também foi positivo, dizendo que "foi impossível tirar os olhos do palco durante o show de quase duas horas, pois havia muita coisa acontecendo", e que "nenhuma despesa foi poupada para tornar [o concerto] o mais espetacular possível". Emma Johnson do Liverpool Echo afirmou que os fãs que aguardavam ansiosamente a apresentação de Minogue não ficaram desapontados; "Quando as cortinas de seda caíram para revelar a pequena estrela como um robô ciborgue no grande palco, ficou claro que não seria um concerto comum", comentou ela. Simon Price escrevendo para o The Independent disse que o show conseguia combinar arte e prazer ao público, e que era "aparentemente o tipo de [concerto] espetacular que ela queria encenar há anos, mas agora só pode pagar". Uma publicação do South Wales Echo comentou que "a estrela australiana não decepcionou com um show de duas horas e meia que foi atrevido e espetacular [...] o público sabia exatamente o que esperar - um show que era tão atrevido quanto desafiador". O revisor também comentou que "não havia nada previsível em seu set", e que "se você for ver apenas um show este ano, certifique-se que seja este".

## Recepção comercial
Logo após o início da venda dos ingressos, mais datas foram adicionadas no Reino Unido devido à demanda. De sete shows originais, o número cresceu para vinte e um. Minogue tocou mais noites em uma turnê do que qualquer outro artista solo nos sete anos de história da Manchester Evening News Arena, em Manchester, Reino Unido. O gerente da arena, John Knight, disse: "Kylie estava realmente encantada por receber o prêmio. Ela ficou particularmente satisfeita quando eu lhe disse que havia batido o recorde de artista solo estabelecido por seu amigo Robbie Williams em 2000". Adicionalmente, os concertos na Austrália se esgotaram em somente trinta minutos. "É muito grande. A reação desta vez foi apenas surpreendente", disse um porta-voz dos promotores da excursão.

## Gravações e transmissões
Um dos shows em Manchester, Reino Unido, em 4 de maio de 2002, foi transmitido ao vivo para todo o mundo por meio da versão britânica do MSN. Em 27 de outubro de 2002, o concerto foi exibido durante o T4 Sunday, no Channel 4, juntamente com uma versão de uma hora do documentário da turnê, editado especialmente para a exibição. O DVD do show, intitulado KylieFever2002: Live in Manchester, foi lançado em 18 de novembro de 2002, contendo o concerto em seu inteiro teor, além de um documentário de meia hora e projeções de algumas performances. O lançamento estreou em primeiro lugar na tabela de DVDs da Austrália, tendo um dos maiores lançamentos de DVDs de música do país, com 25.000 unidades vendidas. O DVD também foi certificado como platina dupla no Reino Unido pela British Phonographic Industry (BPI).

## Repertório
Este é o repertório do álbum de vídeo do concerto, gravado em Manchester, Reino Unido.
1. "The Sound of Music" (introdução)
2. "Come into My World"
3. "Shocked"
4. "Love at First Sight"
5. "Fever"
6. "Symphony No. 9, Op. 125 (Ode to Joy)" (interlúdio)
7. "Spinning Around" (contém elementos de "September")
8. "Where Is the Feeling?" (interlúdio)
9. "The Crying Game" / "Put Yourself in My Place" (contém elementos de "Teardrop") / "Finer Feelings" / "The Crying Game" (reprise)
10. "GBI (German Bold Italic)" (interlúdio)
11. "Confide in Me"
12. "Cowboy Style" (contém elementos de "Double Dutch Bus", "Double Dutch" e "Buffalo Gals", com excertos de "The Real Slim Shady")
13. "Kids"
14. "On a Night Like This"
15. "The Loco-Motion"
16. "In Your Eyes" / "Please Stay" / "Rhythm of the Night" / "In Your Eyes" (reprise)
17. "Cybertronica" (interlúdio)
18. "Limbo"
19. "Light Years" / "I Feel Love"
20. "I Should Be So Lucky" (contém excertos de "Dreams")
21. "Burning Up"
22. "Better the Devil You Know"

Bis
1. "Can't Get You Out of My Head" (contém elementos de "Blue Monday")

## Equipe
Fonte:
- Kylie Minogue – produtora executiva
- Bill Lord – produtor executivo
- Terry Blamey – produtor executivo, gerente
- Andrew Small – diretor musical, bateria
- William Baker – diretor criativo
- Alan McDonald – diretor criativo
- Steve Anderson – produtor musical
- Sean Fitzpatrick – gerente de turnê
- Steve Martin – gerente de produção de turnê
- Vince Foster – designer de luzes
- Chris Keating – diretor de vídeo de concerto
- Rafael Bonachela – coreógrafo
- Amy Hollingsworth – assistente de coreógrafo
- Dolce & Gabbana – figurinos
- Steve Turner – teclado
- Chris Brown – baixo
- James Hayto – violão
- Lurine Cato – vocais de apoio
- Sherina White – vocais de apoio
- DJ Ziggy – toca-discos e scratching
- Terry Kvasnik – acrobata
- Pia Driver – dançarina
- Patti Hines – dançarina
- Milena Mancini – dançarina
- Alec Mann – dançarino
- Jason Piper – dançarino
- Adam Pudney – dançarino
- Emma Ribbing – dançarina
- Alicia Herrero Simon – dançarina
- Andile E Sotiya – dançarino
- Melanie Teall – dançarina
- Rod Buchanan – dançarino

## Datas
| Data                 | Cidade     | País          | Local                                     |
| -------------------- | ---------- | ------------- | ----------------------------------------- |
| Europa               |            |               |                                           |
| 26 de abril de 2002  | Cardiff    | Reino Unido   | Cardiff International Arena               |
| 27 de abril de 2002  | Cardiff    | Reino Unido   | Cardiff International Arena               |
| 28 de abril de 2002  | Cardiff    | Reino Unido   | Cardiff International Arena               |
| 29 de abril de 2002  | Cardiff    | Reino Unido   | Cardiff International Arena               |
| 1 de maio de 2002    | Manchester | Reino Unido   | Manchester Evening News Arena             |
| 2 de maio de 2002    | Manchester | Reino Unido   | Manchester Evening News Arena             |
| 3 de maio de 2002    | Manchester | Reino Unido   | Manchester Evening News Arena             |
| 4 de maio de 2002    | Manchester | Reino Unido   | Manchester Evening News Arena             |
| 6 de maio de 2002    | Birmingham | Reino Unido   | National Exhibition Centre Arena          |
| 7 de maio de 2002    | Birmingham | Reino Unido   | National Exhibition Centre Arena          |
| 8 de maio de 2002    | Birmingham | Reino Unido   | National Exhibition Centre Arena          |
| 9 de maio de 2002    | Birmingham | Reino Unido   | National Exhibition Centre Arena          |
| 11 de maio de 2002   | Manchester | Reino Unido   | Manchester Evening News Arena             |
| 12 de maio de 2002   | Manchester | Reino Unido   | Manchester Evening News Arena             |
| 14 de maio de 2002   | Sheffield  | Reino Unido   | Sheffield Arena                           |
| 15 de maio de 2002   | Sheffield  | Reino Unido   | Sheffield Arena                           |
| 17 de maio de 2002   | Glasgow    | Reino Unido   | Scottish Exhibition and Conference Centre |
| 18 de maio de 2002   | Glasgow    | Reino Unido   | Scottish Exhibition and Conference Centre |
| 19 de maio de 2002   | Glasgow    | Reino Unido   | Scottish Exhibition and Conference Centre |
| 21 de maio de 2002   | Newcastle  | Reino Unido   | Telwest Arena                             |
| 22 de maio de 2002   | Newcastle  | Reino Unido   | Telwest Arena                             |
| 24 de maio de 2002   | Londres    | Reino Unido   | Wembley Arena                             |
| 25 de maio de 2002   | Londres    | Reino Unido   | Wembley Arena                             |
| 26 de maio de 2002   | Londres    | Reino Unido   | Wembley Arena                             |
| 27 de maio de 2002   | Londres    | Reino Unido   | Wembley Arena                             |
| 30 de maio de 2002   | Estocolmo  | Suécia        | Hovet                                     |
| 31 de maio de 2002   | Oslo       | Noruega       | Oslo Spektrum                             |
| 1 de junho de 2002   | Copenhague | Dinamarca     | Fórum de Copenhague                       |
| 3 de junho de 2002   | Munique    | Alemanha      | Olympiahalle                              |
| 4 de junho de 2002   | Viena      | Áustria       | Gasômetro                                 |
| 6 de junho de 2002   | Zurique    | Suíça         | Hallenstadion                             |
| 8 de junho de 2002   | Berlim     | Alemanha      | Velodrom                                  |
| 9 de junho de 2002   | Hamburgo   | Alemanha      | Alsterdorfer Sporthalle                   |
| 11 de junho de 2002  | Frankfurt  | Alemanha      | Festhalle                                 |
| 12 de junho de 2002  | Roterdã    | Países Baixos | Ahoy Rotterdam                            |
| 13 de junho de 2002  | Oberhausen | Alemanha      | Arena Oberhausen                          |
| 15 de junho de 2002  | Paris      | França        | Palais Omnisports de Paris-Bercy          |
| 18 de junho de 2002  | Milão      | Itália        | Mediolanum Forum                          |
| Austrália            |            |               |                                           |
| 2 de agosto de 2002  | Sydney     | Austrália     | Sydney Entertainment Centre               |
| 3 de agosto de 2002  | Sydney     | Austrália     | Sydney Entertainment Centre               |
| 4 de agosto de 2002  | Sydney     | Austrália     | Sydney Entertainment Centre               |
| 6 de agosto de 2002  | Sydney     | Austrália     | Sydney Entertainment Centre               |
| 7 de agosto de 2002  | Sydney     | Austrália     | Sydney Entertainment Centre               |
| 8 de agosto de 2002  | Sydney     | Austrália     | Sydney Entertainment Centre               |
| 11 de agosto de 2002 | Melbourne  | Austrália     | Rod Laver Arena                           |
| 12 de agosto de 2002 | Melbourne  | Austrália     | Rod Laver Arena                           |
| 14 de agosto de 2002 | Melbourne  | Austrália     | Rod Laver Arena                           |
| 15 de agosto de 2002 | Melbourne  | Austrália     | Rod Laver Arena                           |
| 16 de agosto de 2002 | Melbourne  | Austrália     | Rod Laver Arena                           |

### Showscancelados
| Data                | Cidade    | País    | Local                    | Razão                |
| ------------------- | --------- | ------- | ------------------------ | -------------------- |
| 20 de junho de 2002 | Barcelona | Espanha | Pavello Olympic Badalona | Greve geral nacional |